# データなび 世界の明日を読む
『データなび 世界の明日を読む』（データなび せかいのあすをよむ）は、NHK総合テレビジョンで放送された生放送の教養番組である。この記事では、パイロット番組である『データで探る2015年』（データでさぐる にせんじゅうごねん）についても記述する。

## 概要
近年、ビッグデータと呼ばれる、様々な統計データが社会にあふれている。これらのデータを通して、我々の日々の暮らしに直結する課題や世間の動き、更にそこから見えてくる未来像までを2015年度の1年間をかけて、シリーズ番組として浮き彫りにする「データ情報バラエティー」を目指す。
レギュラー放送前には、パイロット番組として『データで探る2015年』が2015年1月4日に年始特番として放送されている。

## 放送リスト
パイロット放送『データで探る2015年』
- 2015年1月4日 9:00 - 10:00 テーマ：2015年のニッポンの行方

レギュラー放送「データなび」
|   | 放送日         | 放送時間      | テーマ                                            |
| - | -------------- | ------------- | ------------------------------------------------- |
| 1 | 2015年 4月25日 | 21:00 - 21:50 | 消費増税から1年!データで物価のナゾに挑む          |
| 2 | 5月23日        | 21:00 - 21:50 | 国会議員データで探る"民意のリアル"                |
| 3 | 6月27日        | 21:00 - 21:50 | データで探る"幸せ"と"最寄りの駅"                  |
| 4 | 7月25日        | 21:00 - 21:50 | 夏の高校野球100年・全3215試合分析                 |
| 5 | 10月3日        | 21:00 - 21:50 | 日本人の「体力データ」の変化に迫る                |
| 6 | 11月28日       | 22:00 - 22:50 | そうだったのか!日本人の名前                       |
| 7 | 12月26日       | 21:00 - 22:00 | 紅白直前!日本人が"なぜか"気持ちよくなる歌は       |
| 8 | 2016年 1月30日 | 21:00 - 21:50 | そうだったのか!日本の冬～データで探る"冬の未来"～ |
| 9 | 2月27日        | 21:00 - 21:50 | データ活用で減らせ!ニッポンの交通事故             |

（2015年8月・9月・2016年3月は休止。）

## 出演
パイロット版
- 合原明子（NHKアナウンサー）
- 麻木久仁子
- 増田英彦（ますだおかだ）

レギュラー放送
- キャスター：久保田祐佳（NHKアナウンサー）
- データキングの声：柳原哲也（アメリカザリガニ）
- ゲスト
  - 第1回：小籔千豊、松嶋尚美
  - 第2回：春香クリスティーン、ケンドーコバヤシ
  - 第3回：ミッツ・マングローブ、岡田圭右（ますだおかだ）
  - 第4回：伊集院光、千秋
  - 第5回：村本大輔（ウーマンラッシュアワー）、椿鬼奴
  - 第6回：岡田圭右、光浦靖子（オアシズ）
  - 第7回：山口智充、福田彩乃
  - 第8回：松嶋尚美、カンニング竹山
  - 第9回：具志堅用高・優木まおみ（スタジオ出演）、蛭子能収（レポーター）